# WorldWideScience
WorldWideScience ist ein länderübergreifendes Wissenschaftsportal mit dem Ziel, internationale wissenschaftliche Informationen zentral über ein Internet-Portal zugänglich zu machen, und so den globalen wissenschaftlichen Austausch zu fördern. Das Portal wird vom Office of Scientific and Technical Information (OSTI, Amt für wissenschaftliche und technische Informationen) des US-Energieministeriums (DOE) betrieben, und baut auf dem US-amerikanischen Wissenschaftsportal Science.gov (OSTI) auf, das durchsuchbare Datenbanken verschiedener staatlicher Behörden anbietet. Am Portal beteiligen sich 44 Länder, darunter die USA mit Science.gov, Großbritannien mit der British Library und Deutschland mit vascoda. WorldWideScience ermöglicht eine Suche in über 200 Millionen Dokumenten.
Das Portal ist seit dem 22. Juni 2007 online. Am 21. Januar 2007 unterzeichneten der Vertreter des Energieministeriums der Vereinigten Staaten Dr. Raymond L. Orbach und Lynne Brindley, Chief Executive der British Library, während des Wintertreffens des International Council for Scientific and Technical Information in London, eine Vereinbarung zur gemeinsamen Entwicklung des Portals mit dem Arbeitstitel Science.world.
Bereits zwischen 1999 und 2003 bot das DOE mit PubSCIENCE eine Literaturdatenbank an, die über das World Wide Web mit entsprechenden Suchfunktionen den freien Zugang zu den Abstracts wissenschaftlicher Artikel im Bereich der physikalischen Wissenschaften und daran angrenzende Disziplinen ermöglichte. PubSCIENCE wurde aufgrund einer Lobby-Kampagne gestoppt, da Unternehmen beanstandeten, dass PubSCIENCE mit den Angeboten seiner Mitglieder konkurrierte.